# Bassin d'Agadir-Essaouira
Le bassin d'Agadir-Essaouira est un bassin sédimentaire Méso-Cénozoïque situé à la connexion entre la marge continentale atlantique du Maroc et le Haut Atlas.

## Formation
Le bassin se forme durant le début de l'extension séparant l'Amérique du Nord de l'Afrique lors de la fragmentation de la Pangée. La phase de rifting a lieu entre le Trias moyen et le Jurassique inférieur. Pendant cet intervalle, le bassin enregistre des dépôts continentaux siliciclastiques et argileux ainsi que l'accumulation d'évaporites. Avec l'océanisation, le Jurassique est dominé par la sédimentation de calcaires d'eaux peu profondes et le Crétacé par des dépôts argilo-marneux d'un faciès plus profond.

## Faciès

### Permien-Trias
Le Permien et le Trias sont marqués par des dépôts continentaux associés à une phase d'extension syn-rift, formant la « formation d’Argana ». Celle-ci se caractérise par des lits rouges continentaux et des évaporites, témoignant d'un environnement aride, et est recouverte par les basaltes de la Province Magmatique Atlantique Centrale (CAMP), marquant le début d'une importante activité magmatique.

### Jurassique
Les dépôts jurassiques sont dominés par une succession de dépôts marins et continentaux. 
Au Jurassique inférieur, la « formation d'Arich Ouzla » se compose de carbonates marins déposés dans une rampe carbonatée durant le Sinémurien et le Pliensbachien. Elle est suivie par la « formation d'Amsittène » (Toarcien), composée de conglomérats fluviaux, de grès et de mudstones rouges continentaux, présentant localement des signes de karstification,. 
Au Jurassique moyen, la « formation d'Ameskhoud » montre une transition d'environnements marins peu profonds à fluviaux au sud, tandis que le nord conserve des dépôts marins peu profonds.  
Au Jurassique supérieur, la « formation d'Ouanamane » (Callovien) présente des dolomies silteuses, des grainstones oolithiques et des récifs calcaires. La « formation d'Imouzzer » (Kimméridgien) présente une alternance de mudstones rouges et d'horizons dolomitiques, avec des évaporites dans les zones de sabkha au nord et au sud, indiquant un environnement intertidal. 

### Crétacé

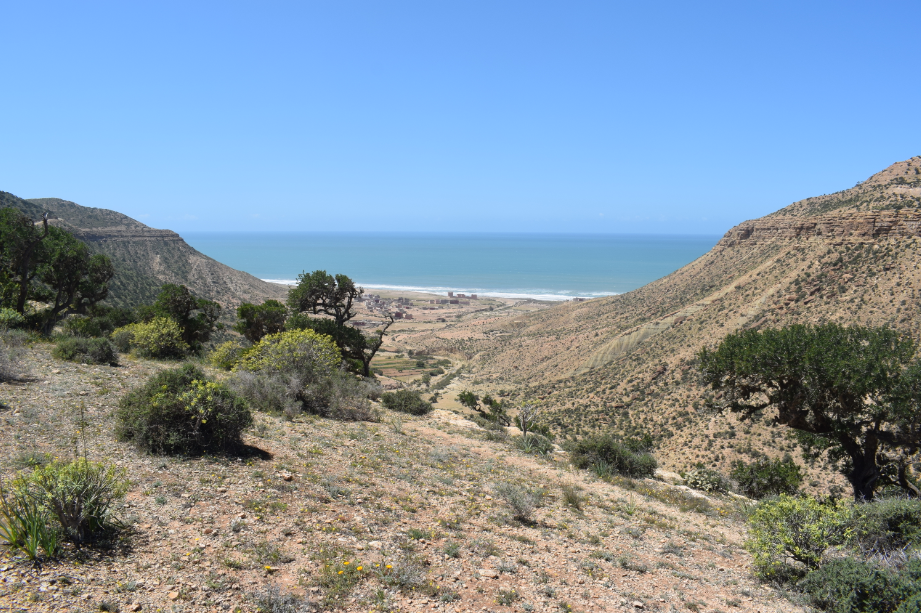
Teldi depuis le haut de la vallée d'Assaka : la falaise de droite (côté nord) montre la stratigraphie du Crétacé inférieur du bassin (dominée par les marnes et argiles avec rares bancs de grès et calcaires)

Au Crétacé inférieur, les sédiments se déposent sur une pente douce héritée des rampes carbonatées du Jurassique. La « formation de Tamanar » (Hauterivien) se compose de carbonates marins peu profonds et de mudstones, tandis que la « formation de Talmest » est constituée de grès fluviaux-deltaïques rouges, qui s'épaississent vers l'ouest. Enfin, la « formation de Bouzergoun » (Barremien) contient des grès littoraux, des mudstones colorés, des dolomies et des calcaires intercalés. Une régression forcée à la fin du Barremien augmente l'apport siliciclastique, avec une progradation de la ligne de rivage vers le bord du plateau continental. 
Ces dépôts révèlent l’influence des mouvements tectoniques et eustatiques du Crétacé sur la sédimentation dans le bassin.